# Sezen Aksu

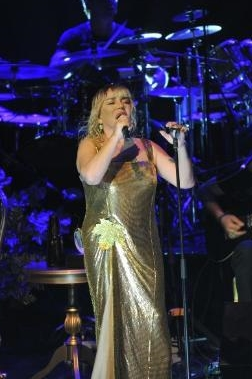
Sezen Aksu (2012)

Sezen Aksu (* 13. Juli 1954 in Sarayköy, Denizli, als Fatma Sezen Yıldırım) ist eine türkische Pop-Sängerin und Komponistin. Ihr Beiname ist Minik Serçe (dt. Kleiner Spatz).

## Leben und Karriere
Als Aksu drei Jahre alt war, zog ihre Familie mit ihr nach İzmir. Nach einem abgebrochenen Studium der Agrarwissenschaften absolvierte sie eine Gesangsausbildung. Sie veröffentlichte ihre erste Single Haydi Şansım / Gel Bana 1974 als Sezen Seley. Ihr erster Nummer-1-Hit in der Türkei war Olmaz Olsun / Seni Gidi Vurdumduymaz 1976. Sezen Aksu war bislang viermal verheiratet, behielt aber den Namen aus ihrer ersten Ehe.
Aksu schreibt und komponiert die Musik und Texte ihrer Lieder selbst. Außerdem schreibt und komponiert sie für zahlreiche andere Musiker. Sie benutzt auch das sogenannte Alttürkisch in ihren Liedtexten, das heutzutage nicht mehr sehr oft verwendet wird. Zu ihren bekanntesten Songs gehören u. a. Kaybolan Yıllar, Firuze, Geri Dön, Değer Mi?, Sarışın, Oldu Mu?, Her Şeyi Yak, Küçüğüm, Rakkas, Seni Yerler, Yaz, İkili Delilik, Unuttun mu Beni?, İhanetten Geri Kalan oder Ben De Yoluma Giderim.
Ihr erfolgreichster Song Hadi Bakalım aus dem Album Gülümse erschien auch im Ausland und wurde 2002 von Loona erfolgreich gecovert (Rhythm of the Night) und 2014 von Scooter gesampelt (Bigroom Blitz). Dazu gesellen sich weitere Künstler(-gruppen) wie Filipp Kirkorow, Islamic Force oder die East Clubbers. Ihr Song Şinanay wurde zudem von der Band Na-Na gecovert.
In der Türkei ist Sezen Aksu auch als Talentförderin bekannt. Entdeckt und unterstützt hat sie bisher u. a. Künstler wie Tarkan, Sertab Erener, Yıldız Tilbe, Hande Yener, Aşkın Nur Yengi, Levent Yüksel, Şebnem Ferah, Işın Karaca, Harun Kolçak, Seden Gürel, Mustafa Ceceli, Emel Müftüoğlu oder Tuğba Özerk.
In den Jahren 1983 bis 1985 nahm sie jeweils an den türkischen Vorentscheidungen zum Eurovision Song Contest teil.
Anfang 2022 wurde sie von islamistischen Gruppen wegen Beleidigung des Islams verklagt und bedroht, nachdem sie zu Neujahr ihren Dance-Song Şahane Bir Şey Yaşamak von 2017 erneut mit Text auf YouTube gepostet hatte. Der Songtext enthält eine Anspielung an die als heilig verehrten Adam und Eva. So heißt es: „Wir sind unterwegs in die Apokalypse / Grüßt mir die unwissenden / Eva und Adam.“ Recep Tayyip Erdoğan erklärte indirekt mit martialischen Worten, dass sie für die Aussagen zum Schweigen gebracht werden sollte. Zahlreiche Künstler in der Türkei solidarisierten sich mit Aksu. Erdoğan korrigierte in einer weiteren Erklärung, dass er mit seiner Formulierung gar nicht Sezen Aksu gemeint habe. Die türkische Rundfunkkontrolle RTÜK versendete einen Hinweis an die Radiosender, dass ihr Lied Şahane Bir Şey Yaşamak auf Verstöße gegen geltende Gesetze geprüft werde. Aksu verfasste als Reaktion auf die Drohungen und die Kritik ein Gedicht, in dem es heißt: „Ich bin die Beute, du der Jäger. Du kannst mich nicht töten. Ich habe meine Stimme, mein Instrument und mein Wort. Und wenn ich ‚ich‘ sage, meine ich uns alle.“ Der Komponist Fazıl Say will es vertonen.

## Zusammenarbeit mit anderen Künstlern
In Deutschland erlangte sie auch Bekanntheit durch eine musikalische Zusammenarbeit mit Udo Lindenberg in den 1990er Jahren. Ende der 1990er Jahre arbeitete sie mit dem ex-jugoslawischen Musiker Goran Bregović und seinem Wedding and Funeral Orchestra zusammen, woraus das Album The Wedding and the Funeral (Düğün ve Cenaze) entstand, welches von Universal international vermarktet wurde.
Neben Kooperationen mit bedeutenden türkischen Künstlern wie mit dem Schriftsteller und Dichter Murathan Mungan oder auch dem Rock-Musiker Teoman Yakupoğlu gab es weitere mit Müslüm Gürses oder mit dem bekannten türkischen Rapper Ceza. Im Jahr 2005 wirkte sie am Film Crossing The Bridge – The Sound of Istanbul unter der Regie von Fatih Akin mit. Sie nahm mit ihm im Jahr 2006 das Lied Gelsin Hayat Bildiği Gibi auf, dessen Originalversion auf dem Album Yerli Plaka von Ceza zu finden ist. Eine Remix-Version gibt es auf dem 2009 erschienenen Doppelalbum Yürüyorum Düş Bahçeleri'nde… von Sezen Aksu.
Im Jahr 2009 fand eine Zusammenarbeit mit der Grammy-Gewinnerin India.Arie statt. Sie nahmen das Lied The Cure auf, das auf dem Album Testimony: Vol. 2, Love & Politics von India.Arie vertreten ist.
Des Weiteren nahm sie mit der bekannten griechischen Sängerin Haris Alexiou das Lied Gidiyorum Bu Şehirden auf, das auf dem Album Deliveren von Aksu aus dem Jahr 2000 zu finden ist.

## Auf der Leinwand
Ferner spielte sie in zwei Filmen mit (Minik Serçe 1979, Büyük Yalnızlık 1989). In Fatih Akins Dokumentarfilm Crossing The Bridge – The Sound of Istanbul von 2005 gehört Sezen Aksu zu den Protagonisten.

## Diskografie

### Alben
| - 1977: Allahaısmarladık - 1978: Serçe - 1980: Sevgilerimle - 1981: Ağlamak Güzeldir - 1982: Firuze - 1984: Sen Ağlama - 1986: Git - 1988: Sezen Aksu'88 - 1989: Sezen Aksu Söylüyor - 1991: Gülümse - 1993: Deli Kızın Türküsü - 1995: Işık Doğudan Yükselir - 1996: Düş Bahçeleri | - 1997: Düğün ve Cenaze (in Zusammenarbeit mit Goran Bregović) - 1998: Adı Bende Saklı - 2000: Deliveren - 2002: Şarkı Söylemek Lazım - 2003: Yaz Bitmeden - 2005: Bahane - 2008: Deniz Yıldızı - 2009: Yürüyorum Düş Bahçeleri'nde... - 2011: Öptüm - 2017: Biraz Pop Biraz Sezen - 2018: Demo - 2022: Demo 2 - 2025: Paşa Gönül Şarkıları |

### Remix-Alben
- 2005: Bahane Remixes
- 2011: Öptüm Remix
- 2017: Biraz Pop Biraz Sezen Remix

### Live-Alben
- 2019: Türkiye Şarkıları

### EPs
- 2005: Kardelen

### Singles
| - 1975: Haydi Şansım/Gel Bana - 1976: Kusura Bakma/Yaşanmamış Yıllar - 1976: Olmaz Olsun/Vurdumduymaz - 1977: Allahaısmarladık/Kaç Yıl Geçti Aradan - 1977: Kaybolan Yıllar/Neye Yarar - 1978: Sızı - 1978: Minik Serçe - 1978: Gölge Etme/Aşk - 1979: İlk Gün Gibi/Yalancı - 1979: Allahaşkına/Sensiz İçime Sinmiyor - 1981: Ağlamak Güzeldir - 1981: Biliyorsun - 1982: Firuze - 1982: İkinci Bahar - 1982: Bir Zamanlar Deli Gönlüm - 1984: 1945 - 1984: Sen Ağlama - 1984: Çocuklar Gibi - 1984: Haydi Gel Benimle Ol - 1984: Bu Gece - 1984: Geri Dön - 1985: Tükeneceğiz - 1985: Kurşuni Renkler - 1986: Değer mi? - 1986: Git - 1986: Ünzile - 1986: Ah Mazi - 1986: Beni Unutma - 1986: Yalnızca Sitem - 1988: Sarışın (Original: Night Ark – Homecoming) - 1988: El Gibi - 1988: Unut - 1988: Geçer - 1988: Bir Çocuk Sevdim - 1988: Sultan Süleyman - 1988: Seni İstiyorum - 1988: Oldu Mu? (Hintergrundstimme: Harun Kolçak) - 1988: Kavaklar - 1989: Şinanay - 1989: Gidiyorum - 1989: Son Bakış - 1990: Beni Kategorize Etme - 1990: Bırak Beni - 1991: Güllerim Soldu - 1991: Vazgeçtim - 1991: Gülümse - 1991: Her Şeyi Yak (Original: Haris Alexiou – Mia Pista Apo Fosforo) - 1991: Hadi Bakalım - 1992: Tutsak - 1992: Namus - 1992: Ne Kavgam Bitti Ne Sevdam - 1992: Seni Kimler Aldı - 1993: Masum Değiliz - 1993: Küçüğüm - 1993: Deli Kızın Türküsü - 1993: Adem Olan Anlar - 1993: Kalbim Ege'de Kaldı - 1994: Sude - 1994: Homini Pufidi Tumba - 1994: Dert Faslı - 1994: Onu Alma Beni Al - 1995: Rakkas - 1995: Alaturka - 1995: Ne Ağlarsın - 1996: Seni Yerler - 1996: Kaçın Kurası - 1996: İki Gözüm - 1996: Yarası Saklım - 1996: Cumartesi Türküsü | - 1997: Bile Bile - 1997: Allah'ın Varsa - 1998: Erkekler - 1998: Hıdrellez (Original: Ederlezi) - 1998: Kalaşnikof - 1998: Tutuklu - 1999: Adı Bende Saklı - 1999: Ruhuma Asla - 1999: Sarı Odalar - 2000: Oh Oh - 2000: Keskin Bıçak - 2002: Şarkı Söylemek Lazım - 2002: İstanbul İstanbul Olalı - 2003: Yaz - 2003: Farkındayım - 2003: Aşktan Ne Haber (Sample von Brandy & Monica – The Boy Is Mine) - 2003: Sen Misin? - 2005: Perişanım Şimdi - 2005: Eskidendi, Çok Eskiden - 2005: İkili Delilik - 2005: Şanıma İnanma - 2005: Kardelen - 2005: Gidemem - 2006: Yanmışım Sönmüşüm Ben - 2007: Yeniden Sev - 2007: 1980 - 2008: Beşik - 2008: Kutlama - 2008: İzmir'in Kızları - 2008: Yol Arkadaşım - 2011: Unuttun mu Beni? - 2012: Vay - 2013: Kayıp Şehir - 2014: Yeni ve Yeni Kalanlar - 2016: Ben Öyle Birini Sevdim ki - 2017: İhanetten Geri Kalan - 2017: Manifesto - 2017: Canımsın Sen - 2017: Köz - 2017: Ah Yıllar - 2018: Veda - 2018: İhtimal Ki - 2018: Begonvil - 2018: Yansın İstanbul - 2020: Yetinmeyi Bilir Misin? - 2020: Ben De Yoluma Giderim - 2020: Ne Yapayım Şimdi Ben? - 2020: Kaybedenler - 2020: Konduramadım (feat. Okay Barış) - 2020: Karşıyım - 2020: Bir Vurgun Bu Sevda - 2020: Kendimce - 2020: Sen Ciddisin - 2021: İnsanlık Hali - 2021: Affet - 2021: Hakim Bey (feat. Kardeş Türküler & Ara Dinkjian) - 2021: Deli Divane - 2021: Onursuz Olabilir Aşk - 2021: Yandı İçim - 2021: Belki De Aşk Lazım Değildir - 2022: Her Şeye Rağmen - 2022: Rütbe - 2023: Kıra Döke - 2023: Rahatı Kaçan Ağaç - 2024: Üşüdüm - 2025: Sen Ağla - 2025: Ey Aşk - 2025: Gemiler |

Quelle:

### Kollaborationen mit internationalen Künstlern
- 1989: Belalım (mit Udo Lindenberg)
- 1993: Messer in mein Herz (Seni Kimler Aldi) (mit Udo Lindenberg)
- 2000: Gidiyorum Bu Şehirden (mit Haris Alexiou)
- 2003: Gui (Rose) (mit Goran Bregović)
- 2007: Bile Bile (mit Alessandro Safina)
- 2009: The Cure (mit India Arie)

### Beiträge auf Kompilationen
- 1993: Benim Meskenim Dağlardır (Original von Ali Kocatepe)
- 2000: Yüzünü Dökme Küçük Kız (Original von Bülent Ortaçgil)
- 2004: Sevgili (Original von Murathan Mungan)
- 2006: Melankoli (Original von Nükhet Duru)
- 2008: Paramparça (Original von Teoman)
- 2012: Akşam Güneşi (Original von Orhan Gencebay)
- 2014: Ağladıkça (Original von Ahmet Kaya)
- 2015: Odalarda Işıksızım (Original von Kayahan)
- 2016: Günlerimiz (Original von Zülfü Livaneli)
- 2018: Gitme Kal Bu Şehirde (Original von Nazan Öncel)
- 2018: İmkansızım (Original von Nino Varon)
- 2019: Tanrı Misafiri (Original von Fikret Şeneş)

### Gastauftritte
| - 1979: Etme Eyleme (von Erol Evgin – Hintergrundstimme) - 1982: İstanbul Boğazı (mit Ali Kocatepe) - 1983: Heyamola (mit Ali Kocatepe & Coşkun Demir) - 1985: Küçük Bir Aşk Masalı (mit Özdemir Erdoğan) - 1989: Sürgün (mit Zülfü Livaneli) - 1991: Ayıpsın (von Aşkın Nur Yengi – Hintergrundstimme) - 1992: Unutamadım (von Sertab Erener – Hintergrundstimme) - 1993: Yeter Ki Onursuz Olmasın Aşk (von Levent Yüksel – Hintergrundstimme) - 1995: Karaağaç (von Levent Yüksel – Hintergrundstimme) - 1996: Bırak Seveyim Rahat Edeyim (von Nazan Öncel – Hintergrundstimme) - 1996: Paşa Gönlüm (von Zerrin Özer – im Musikvideo) - 1997: Mabed (von Yaşar Gaga – Hintergrundstimme) - 1997: Muhabbet Kuşları (von Alpay – Hintergrundstimme) - 1997: Hayırsız, Arama (von Alpay – Hintergrundstimme) - 1998: Gülşen-i Hüsnüne (mit Müzeyyen Senar) - 2004: Zorlama (von Emel Müftüoğlu – Hintergrundstimme) - 2005: Beyza (mit Fahir Atakoğlu) - 2006: Değiştim (von Harun Kolçak – Hintergrundstimme) - 2006: Çakkıdı (von Kenan Doğulu – Hintergrundstimme) - 2006: Tempo (mit Hepsi) - 2006: Sebahat Abla (mit Müslüm Gürses) - 2007: Gelsin Hayat Bildiği Gibi (mit Ceza) - 2008: Kadınlar Vardır (als Teil des Chors) - 2008: Yeter Ki Onursuz Olmasın Aşk (von Kenan Doğulu – Hintergrundstimme) | - 2008: La'l (mit Fahir Atakoğlu) - 2008: Kır Çiçeği (mit Suzan Kardeş) - 2008: Selanik Türküsü (mit Suzan Kardeş) - 2009: Eğreti Gelin (mit Suzan Kardeş) - 2009: Elif Dedim Be Dedim (mit Özer Arkun) - 2010: Ahbap Çavuşlar (von Cihan Okan – Hintergrundstimme) - 2010: Kaybolan Yıllar (mit Ozan Doğulu) - 2011: Gidiyorum (mit Ozan Doğulu) - 2012: Menekşe (von Nükhet Duru – Hintergrundstimme) - 2012: Yangın Var (von Ambulans – Hintergrundstimme) - 2012: El Gibi (mit Kürşat Başar) - 2012: Gizli Aşk (mit Ozan Çolakoğlu) - 2013: Söz (mit Ali Pekin & Gözde Ucan) - 2014: İstanbul İstanbul Olalı (mit Ozan Doğulu) - 2015: Benim Karanlık Yanım (mit The Secret Trio) - 2017: Ceylan (mit Yaşar Gaga & Tarkan) - 2017: Şahane Bir Şey Yaşamak (mit Yaşar Gaga, Original: Cheb Khaled – C’est la vie) - 2017: İyileşiyorum (mit Yaşar Gaga & Özgen Akçetin) - 2017: Ben İmkansız Aşklar İçin Yaratılmışım (mit Erol Evgin) - 2018: Geçmişe Susmasını Söyle (mit Nuri Harun Ateş) - 2018: Perişanım Şimdi (mit Muazzez Abacı) - 2019: Kara Geceler (mit Şanışer) - 2024: Bizi Unutma (mit Ceylan Ertem) - 2025: Bir Çocuk Sevdim (mit Mengene) |

### Songwritings (Auswahl)
| - 1990: Başka Bir Şey (von Aşkın Nur Yengi) - 1990: Ayrılmam (von Aşkın Nur Yengi) - 1991: Ateşle Oynama (von Erol Evgin) - 1992: Aldırma Deli Gönlüm (von Sertab Erener) - 1992: Sakin Ol (von Sertab Erener) - 1993: Med Cezir (von Levent Yüksel) - 1993: Tuana (von Levent Yüksel) - 1993: Beni Bırakın (von Levent Yüksel) - 1994: Mecbursun (von Sertab Erener) - 1994: Hepsi Senin Mi? (Şıkıdım) (von Tarkan) - 1995: Zalim (von Levent Yüksel) - 1995: Hovarda (von Emel Müftüoğlu) - 1996: Çalkala (von Seden Gürel) - 1997: Şımarık (von Tarkan) - 1997: Bi Daha (von Levent Yüksel) - 1998: Hakim Bey (von Levent Yüksel) - 1998: Tatlı Kaçık (von Yonca Evcimik) - 1998: Günaha Davet (von Yonca Evcimik) - 1998: Vurula Vurula (von Yonca Evcimik) - 2000: Gel Günaha Girelim (von Emel Müftüoğlu) - 2004: Küt (von Gülben Ergen) | - 2005: Lale Devri (von Sibel Can) - 2007: Komple (von Burak Kut) - 2008: Deli Oğlan (von Hadise) - 2010: Öp (von Tarkan) - 2013: Düşler Ülkesinin Gelgit Akıllısı (von İrem Derici) - 2015: İlle De Aşk (von Mustafa Ceceli) - 2016: Mutlu Sonsuz (von Çağatay Ulusoy) - 2016: Yankı (von Simge) - 2016: Kamera (von Simge) - 2016: Cuppa (von Tarkan) - 2016: Ateş Böceği (von Mithat Can Özer) - 2017: Yansın Bakalım (von Gülben Ergen) - 2018: İnfilak (von Gülben Ergen) - 2018: Deli Divanenim (von Ziynet Sali) - 2018: Öpücem (von Simge) - 2019: Allah'tan Kork (von Mehmet Erdem & Aşkın Nur Yengi) - 2019: Gözlerine (von Mabel Matiz) - 2020: Uslanmıyor Bu (von Zeynep Bastık) - 2020: Bu Benim Hayatım (von Gülben Ergen) - 2021: Sevmek Yüzünden (von Simge) |

## Filmografie
Filme
- 1979: Minik Serçe (dt. Kleiner Spatz)
- 1989: Büyük Yalnızlık (dt. Große Einsamkeit)
- 2005: Crossing The Bridge – The Sound of Istanbul
- 2008: Osmanlı Cumhuriyeti

## Auszeichnungen
- 1999: Altın Kelebek Award in der Kategorie Beste Pop-Sängerin
- 2002: Altın Kelebek Award in der Kategorie Beste Pop-Sängerin
- 2005: Altın Kelebek Award in der Kategorie Beste Pop-Sängerin
- 2006: Altın Kelebek Award in der Kategorie Beste Pop-Sängerin
- 2006: Altın Kelebek Award in der Kategorie Song des Jahres (für İkili Delilik)
- 2012: Kral Türkiye Müzik Award in der Kategorie Bestes Musikvideo (für Vay)
- 2012: Altın Kelebek Award in der Kategorie Bestes Musikvideo (für Vay)
- 2017: Altın Kelebek Award in der Kategorie Beste Pop-Sängerin